# Castelo de Čabraď
O Castelo de Čabraď (em eslovaco, Čabradský hrad; em húngaro: Csábrág) é um castelo em ruínas da Eslováquia, localizado próximo do vilarejo de Čabradský Vrbovok, ao sul de Krupina. É rodeado pela reserva natural de Čabraď.
Foi construído no século XIII. No século XV, foi capturado pelas tropas de Jan Jiskra por um tempo. Em 1585 e 1602, resistiu a ataques dos turcos otamanos. Tornou-se residência, dentre outras famílias, da Casa de Koháry. Em 1812, foi completamente abandonado.

## Origem
Mencionado pela primeira vez em 1276, o Castelo de Litava, como era chamado na época, por conta de sua posição no alto do Vale de Litava e seu rio, possui uma posição dominante. Ele, junto com outros castelos (sentinelas), foi construído para proteger as ruas que atravessavam a área para o norte das minas da Hungria (agora na Eslováquia central) que estavam efervescendo na época. O castelo foi a residência de Hunt-Poznan que é documentado como estando na área de 1256.
No século XVI foi reconstruído para o forte anti-turco, que resistiu todos os ataques turcos com sucesso. A família Koháry adquiriu o castelo no século XVII. Mais tarde, eles se mudaram para uma casa feudal mais confortável em Svätý Anton e tiveram o castelo queimado em 1812. O castelo vem decaindo desde então.
No século XIV o castelo foi registado como residência de Mathias Csák. Por volta de 1342, o castelo começou a ser expandido para uma fortificação mais apropriada do que anteriormente. Algum tempo depois, Čabraď foi conquistado e tomado por Jan Jiskra de Brandýs, o qual estava marchando com suas forças Hussite. O rei húngaro Matthias Corvinus voltou e re-assumiu o castelo em 1462.

## Galeria

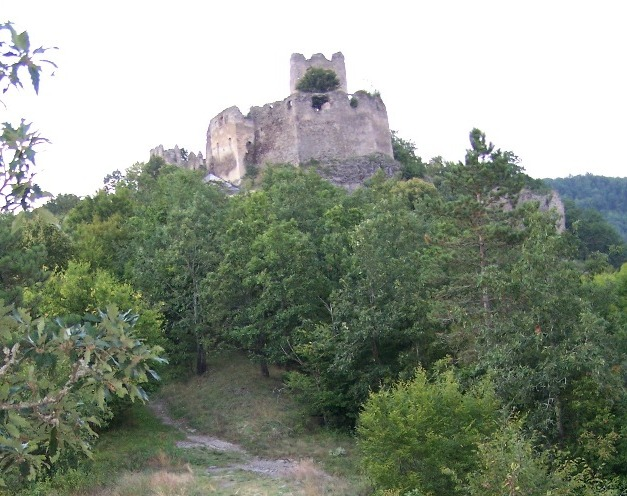
Castelo Čabraď, visto de frente
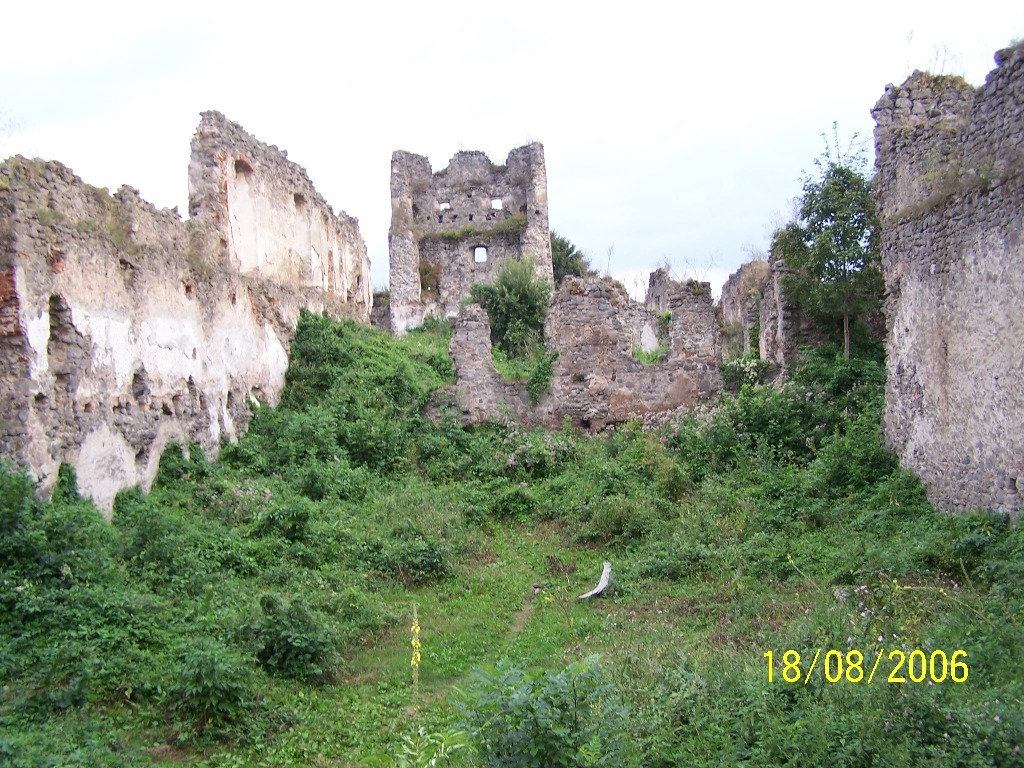
Castelo Čabraď
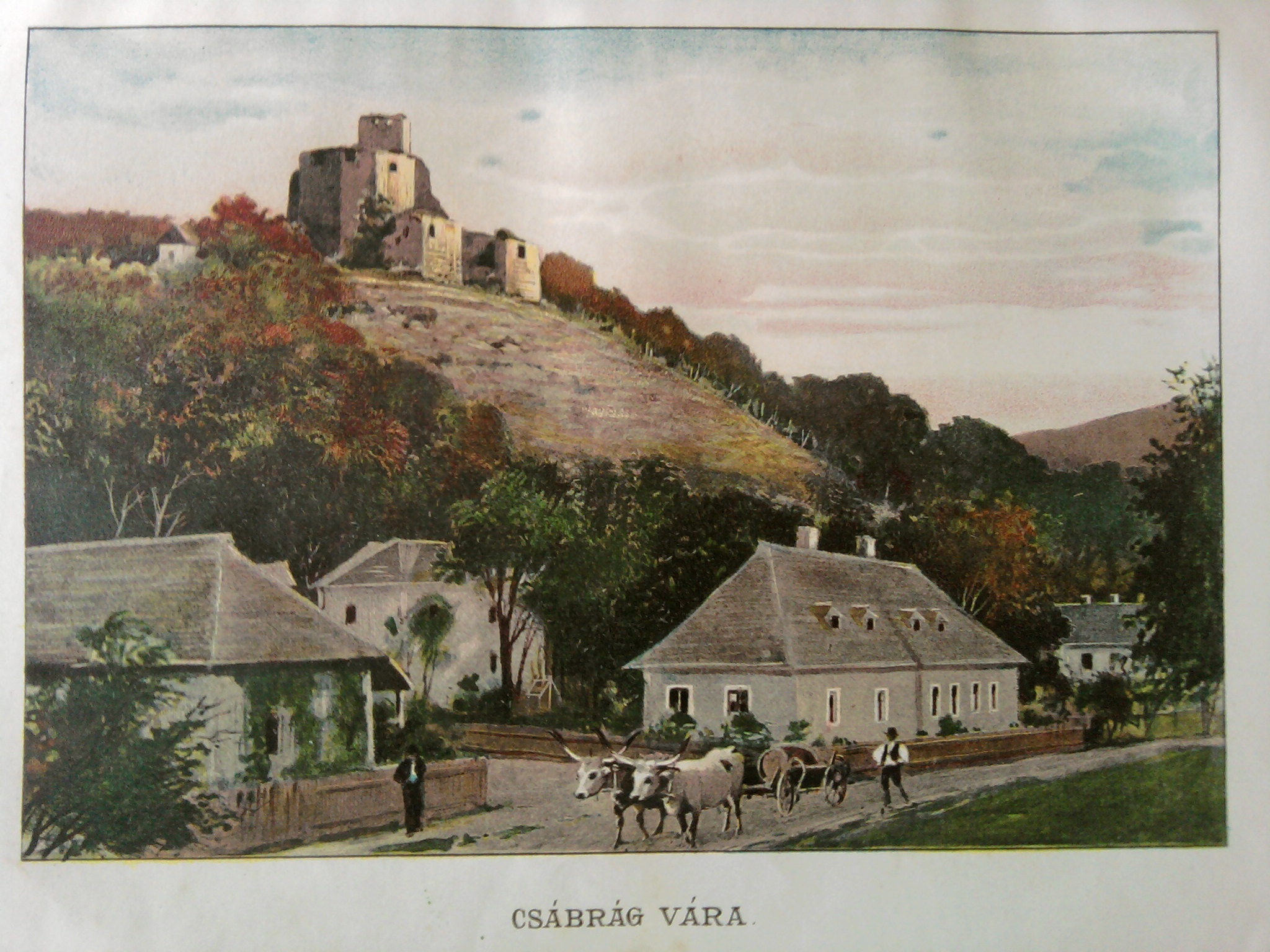
Rendição de artista de 1906